# Sant Desdèir de Marcenac
Saint-Didier-la-Forêt és un municipi francès, situat al departament de l'Alier i a la regió d'Alvèrnia-Roine-Alps. L'any 2007 tenia 377 habitants.

## Demografia

### Població
El 2007 la població de fet de Saint-Didier-la-Forêt era de 377 persones. Hi havia 164 famílies de les quals 48 eren unipersonals (20 homes vivint sols i 28 dones vivint soles), 52 parelles sense fills, 48 parelles amb fills i 16 famílies monoparentals amb fills.
La població ha evolucionat segons el següent gràfic:
Habitants censats

### Habitatges
El 2007 hi havia 204 habitatges, 168 eren l'habitatge principal de la família, 20 eren segones residències i 15 estaven desocupats. 200 eren cases i 3 eren apartaments. Dels 168 habitatges principals, 137 estaven ocupats pels seus propietaris, 27 estaven llogats i ocupats pels llogaters i 4 estaven cedits a títol gratuït; 4 tenien dues cambres, 33 en tenien tres, 44 en tenien quatre i 88 en tenien cinc o més. 142 habitatges disposaven pel capbaix d'una plaça de pàrquing. A 73 habitatges hi havia un automòbil i a 87 n'hi havia dos o més.

### Piràmide de població
La piràmide de població per edats i sexe el 2009 era:
| Homes | Edats   | Dones |
| ----- | ------- | ----- |
| 0     | 95 o +  | 0     |
| 0     | 90 a 94 | 0     |
| 0     | 85 a 89 | 0     |
| 0     | 80 a 84 | 4     |
| 4     | 75 a 79 | 8     |
| 16    | 70 a 74 | 16    |
| 12    | 65 a 69 | 12    |
| 12    | 60 a 64 | 4     |
| 0     | 55 a 59 | 12    |
| 16    | 50 a 54 | 4     |
| 16    | 45 a 49 | 20    |
| 20    | 40 a 44 | 12    |
| 8     | 35 a 39 | 12    |
| 8     | 30 a 34 | 8     |
| 12    | 25 a 29 | 20    |
| 12    | 20 a 24 | 4     |
| 8     | 15 a 19 | 24    |
| 8     | 10 a 14 | 12    |
| 4     | 5 a 9   | 4     |
| 8     | 0 a 4   | 8     |

## Economia
El 2007 la població en edat de treballar era de 219 persones, 171 eren actives i 48 eren inactives. De les 171 persones actives 162 estaven ocupades (95 homes i 67 dones) i 9 estaven aturades (4 homes i 5 dones). De les 48 persones inactives 26 estaven jubilades, 8 estaven estudiant i 14 estaven classificades com a «altres inactius».

### Ingressos
El 2009 a Saint-Didier-la-Forêt hi havia 165 unitats fiscals que integraven 370 persones, la mediana anual d'ingressos fiscals per persona era de 17.030 €.

### Activitats econòmiques
Dels 19 establiments que hi havia el 2007, 1 era d'una empresa extractiva, 2 d'empreses de fabricació de material elèctric, 3 d'empreses de construcció, 5 d'empreses de comerç i reparació d'automòbils, 1 d'una empresa de transport, 1 d'una empresa d'hostatgeria i restauració, 1 d'una empresa immobiliària, 2 d'empreses de serveis, 1 d'una entitat de l'administració pública i 2 d'empreses classificades com a «altres activitats de serveis».
Dels 4 establiments de servei als particulars que hi havia el 2009, 1 era una oficina de correu i 3 paletes.
L'únic establiment comercial que hi havia el 2009 era una botiga de menys de 120 m².
L'any 2000 a Saint-Didier-la-Forêt hi havia 22 explotacions agrícoles que ocupaven un total de 1.209 hectàrees.

## Poblacions més properes
El següent diagrama mostra les poblacions més properes.